# Dion DiMucci
Dion Francis DiMucci (Nueva York, 18 de julio de 1939), conocido como Dion, es un cantante y músico estadounidense de doo wop.

## Primeros años
Dion nació y creció en las calles del distrito de Bronx, en Nueva York. Se descubrieron sus dotes vocales cuando se reunía con sus allegados (ítalo-estadounidenses) en pequeñas fiestas, donde cantaban canciones.
En 1954 (a los 15 años) debutó en televisión, en un programa de Filadelfia llamado Teen Club, interpretando una canción dedicada a su madre. Posteriormente, conoció a un grupo llamado The Timberlanes y juntos grabaron el tema «The Chosen Few» para la discográfica Mohawk. Poco después, se unió a los integrantes de The Belmonts, a los cuales conocía desde su infancia.

## Carrera

### Con los Belmonts: 1957-1960
Fred  Milano, Carlo Mastrangelo y Angelo D'Aleo pertenecían a una banda rival llamada Imperial Hoods. Angelo D'Aleo era el único del grupo que había recibido clases de canto.
En 1957, grabó bajo el nombre de Dion and the Belmonts I Wonder Why para la recién creada discográfica Laurie, un tema de doo wop, complementado por Teen Angel y firmado por Dion, con el cual alcanzaron el n.º 22 de la lista estadounidense.
Posteriormente publicaron la balada Don't Pity Me que tan solo llegó al top 40 de la lista. En 1959 se situaron en el número 5 de las listas con el éxito A Teenager in Love y su segundo top 10 con When or When, el cual llegó al número 3.
Más tarde en este mismo año lanzaron el primer álbum del grupo (Presenting Dion and the Belmonts) donde se alternaban varios estilos de música. Pensando en hacer un segundo álbum, su nuevo mánager Sal Bonefetti lo convenció para que iniciase su carrera en solitario, aprovechando la estancia de Angelo en el ejército, y para un público más adulto. Dion, pensando en el dinero y siendo adicto a la heroína, aceptó y se separó de The Belmonts de forma amistosa.

### Estrellato como solista: 1960-1964
Para finales de 1960 lanzó su primer álbum en solitario, Alone with Dion, y obtuvo en 1961 el éxito con el tema «Runaround Sue», que llegó al número 1 en Estados Unidos y n.º 11 en Inglaterra. Siguió con una serie de sencillos entre los cuales estaba «The Wanderer» (n.º 2 en febrero de 1962). Firmó un contrato con Columbia Records, en cuyo sello publicó el primer sencillo «Ruby Baby» (n.º 2). En 1963 celebró su enlace matrimonial con su novia desde joven, Susan.

### Éxitos posteriores cambiantes
A partir de 1964 empezó a grabar un estilo musical más orientado hacia el blues. 
En 1968 grabó la exitosa «Abraham, Martin y John», en respuesta al asesinato de John F. Kennedy y a los de Martin Luther King y Robert F. Kennedy durante el verano de 1968.  
La música de Dion se volvió para los siguientes años radicalmente diferente, más madura y contemplativa. Publicó varios álbumes esencialmente como cantautor en Warner Bros. Records, con lo que consiguió moderadas cifras de ventas. 
En 1989 publicó el álbum Yo Frankie, teniendo como productor a Dave Edmunds.
En 2006 lanzó Bronx in Blue, que fue aclamado críticamente y nominado para un  premio Grammy.

## Discografía

### Lista de sencillos
| Año                                                | Sencillo                                       | Posición   | Posición | Posición         | Posición |
| Año                                                | Sencillo                                       | US Hot 100 | US R&B   | UK Singles Chart |          |
| -------------------------------------------------- | ---------------------------------------------- | ---------- | -------- | ---------------- | -------- |
| Dion and the Belmonts                              |                                                |            |          |                  |          |
| 1957                                               | «We Went Away»                                 | —          | —        | —                |          |
| 1958                                               | «I Wonder Why»                                 | 22         | —        | —                |          |
| 1958                                               | «No One Knows»                                 | 19         | 12       | —                |          |
| 1958                                               | «Don't Pity Me»                                | 40         | —        | —                |          |
| 1959                                               | «A Teenager in Love»                           | 5          | —        | 28               |          |
| 1959                                               | «A Lover's Prayer» / «Every Little Thing I Do» | 73         | —        | —                |          |
| 1959                                               | «A Lover's Prayer» / «Every Little Thing I Do» | 48         | —        | —                |          |
| 1960                                               | «Where or When»                                | 3          | 19       | —                |          |
| 1960                                               | «When You Wish upon a Star»                    | 30         | —        | —                |          |
| 1960                                               | «In the Still of the Night»                    | 38         | —        | —                |          |
| Dion                                               |                                                |            |          |                  |          |
| 1960                                               | «Lonely Teenager»                              | 12         | —        | 47               |          |
| 1961                                               | «Havin' Fun»                                   | 42         | —        | —                |          |
| 1961                                               | «Kissin' Game»                                 | 82         | —        | —                |          |
| 1961                                               | «Somebody Nobody Wants»                        | 103        | —        | —                |          |
| 1961                                               | «Runaround Sue»                                | 1          | 4        | 11               |          |
| 1961                                               | «The Wanderer» / «The Majestic»                | 2          | —        | 10               |          |
| 1961                                               | «The Wanderer» / «The Majestic»                | 36         | —        | —                |          |
| 1962                                               | «Lovers Who Wander» / «(I Was) Born to Cry»    | 3          | 16       | —                |          |
| 1962                                               | «Lovers Who Wander» / «(I Was) Born to Cry»    | 42         | —        | —                |          |
| 1962                                               | «Little Diane»                                 | 8          | —        | —                |          |
| 1962                                               | «Love Came to Me»                              | 10         | 24       | —                |          |
| 1962                                               | «Ruby Baby»                                    | 2          | —        | —                |          |
| 1963                                               | «Sandy»                                        | 21         | —        | —                |          |
| 1963                                               | «This Little Girl»                             | 21         | —        | —                |          |
| 1963                                               | «Come Go with Me»                              | 48         | —        | —                |          |
| 1963                                               | «Be Careful of Stones That You Throw»          | 31         | —        | —                |          |
| 1963                                               | «Lonely World»                                 | 101        | —        | —                |          |
| 1963                                               | «Donna the Prima Donna»                        | 6          | 17       | —                |          |
| 1963                                               | «Drip Drop»                                    | 6          | —        | —                |          |
| 1964                                               | «I'm Your Hoochie Coochie Man»                 | 113        | —        | —                |          |
| 1964                                               | «Shout»                                        | 108        | —        | —                |          |
| 1964                                               | «Johnny B. Goode»                              | 71         | —        | —                |          |
| 1968                                               | «Abraham, Martin and John»                     | 4          | —        | —                |          |
| 1968                                               | «Purple Haze»                                  | 63         | —        | —                |          |
| 1969                                               | «From Both Sides Now»                          | 91         | —        | —                |          |
| 1970                                               | «Your Own Back Yard»                           | 75         | —        | —                |          |
| 1971                                               | «Sanctuary»                                    | 103        | —        | —                |          |
| 1989                                               | «And the Night Stood Still»                    | 75         | —        | —                |          |
| 1989                                               | «King of the New York Streets»                 | —          | —        | 74               |          |
| 1989                                               | "Written on the Subway Wall"                   | —          | —        | —                |          |
| «—» significa que no entró en las listas de éxitos |                                                |            |          |                  |          |

### Álbumes
Dion and the Belmonts
- 1959: Presenting Dion and the Belmonts
- 1960: Wish upon a Star with Dion and the Belmonts

Dion
- 1961: Alone with Dion
- 1961: Runaround Sue
- 1962: Lovers Who Wander
- 1963: Love Came to Me
- 1963: Dion Sings to Sandy
- 1963: Ruby Baby
- 1963: Donna the Prima Donna (Dion DiMuci)
- 1967: Together Again (Dion & The Belmonts)
- 1968: Dion
- 1969: Wonder Where I'm Bound
- 1970: Sit Down Old Friend
- 1971: You're Not Alone
- 1971: Sanctuary
- 1972: Suite for Late Summer
- 1973: Live at Madison Square Garden 1972 (Dion & The Belmonts)
- 1975: Born to Be with You
- 1976: Streetheart
- 1978: Return of the Wanderer
- 1980: Inside Job
- 1981: Only Jesus
- 1983: I Put Away My Idols
- 1984: Seasons
- 1985: Kingdom in the Streets
- 1986: Velvet & Steel
- 1989: Yo Frankie
- 1990: Fire in the Night
- 1992: Dream on Fire (Dion DiMucci)
- 1993: Rock n' Roll Christmas
- 2000: Déjà Nu
- 2003: New Masters
- 2005: Live New York City (Dion and friends)
- 2006: Bronx in Blue
- 2007: Son of Skip James
- 2008: Heroes: Giants of Early Guitar Rock
- 2012: Tank Full of Blues
- 2016: New York Is My Home